# Бьюкенен, Уолтер (футболист)
Уо́лтер Скотт Бью́кенен (англ. Walter Scott Buchanan; 1 июня 1855 — 11 ноября 1926) — английский футболист, нападающий. Выступал за футбольный клуб «Клэпем Роверс», провёл 1 матч за национальную сборную Англии.

## Футбольная карьера
Уроженец Хорнси, Бьюкенен окончил школу Кранли (англ. Cranleigh School) (графство Суррей). С 1873 по 1878 год выступал за футбольный клуб «Клэпем Роверс». Также выступал за клубы «Барнс» и «Уондерерс».
С 1875 по 1876 год выступал за сборные футбольных ассоциаций Суррея и Лондона.
4 марта 1876 года провёл свою единственную игру за сборную Англии в матче против сборной Шотландии на стадионе «Гамильтон Кресент» в Партике (Глазго). Шотландцы одержали в той игре уверенную победу со счётом 3:0.

## Вне футбола
Работал рекламным агентом. Умер в ноябре 1926 года от сердечного приступа.